# Abigail Thorn
Abigail Thorn est une vidéaste web, actrice et dramaturge britannique née le 24 avril 1993,,, connue pour produire la chaîne YouTube Philosophy Tube.

## Biographie

### Carrière

#### YouTube
Philosophy Tube débute en 2013, lorsque Thorn cherche à proposer des cours gratuits de philosophie à la suite de l'augmentation des frais de scolarité britannique en 2012,,. À cette époque, la vidéaste se présente sous le nom d'Oliver "Olly" Thorn,. En 2018, la mise en scène de ses essais vidéo devient progressivement plus travaillée et théatralisée, et commence à incorporer des décors, des éclairages, des costumes et du maquillage dans une volonté de créer une œuvre d'art autant qu'une vidéo,. La chaîne a été bien accueillie par la critique internationale,. La journaliste Nic Crosara considère qu'Abigail Thorn construit un espace intersectionnel en citant et liant de nombreux auteurs souvent marginalisés, leur redonnant ainsi la visibilités qu'ils méritent. En France, Brice Couturier considère Philosophy Tube (ainsi que la chaîne ContraPoints) comme le symbole de l'émergence d'une nouvelle pensée de la gauche anglo-saxonne dont la particularité serait d'avancer « leurs idées avec humour, mais aussi avec sincérité et dans un esprit de dialogue authentique. » La chaine compte plus d'un million d'abonnés en février 2021.
En 2019, Thorn anime un livestream sur Twitch dans lequel elle lit des pièces de Shakespeare pour l'association caritative pour la santé mentale Samaritans. Le flux dure cinq jours, durant lesquels un certain nombre d'invités interviennent et permettent de collecter plus de 100 000 £ pour les Samaritains.

#### Actrice
En 2019, Abigail Thorn est la narratrice de la version audio du livre de Lindsay Ellis, Axiom's End (en) pour laquelle elle est nommée aux Prix Audie dans la catégorie science-fiction. À partir du 15 août 2021, elle joue dans la série britannique Ladhood (en) diffusée sur le BBC iPlayer depuis 2019. Elle y tient le rôle de Iona, elle apparait dans les épisodes 3 et 6 de la saison 2, ainsi que les épisodes 5 et 6 de la saison 3,.
En mai 2021 est annoncé sa participation à la série Django diffusée en France sur Canal+ à partir du 17 février 2023, il s'agit d'un remake du film éponyme de Sergio Corbucci réalisé en 1966. Elle y tient le rôle d'une femme trans nommée Jess et apparait dans les 6 premiers épisodes de la série,. Elle décrit l'expérience du tournage comme « l'un des environnements de travail les plus agréables dans lesquels je n'ai jamais été. » malgré le fait qu'elle était la seule personne transgenre présente sur le plateau. Elle salue la bienveillance de l'intégralité des acteurs et des techniciens, précisant également que l'équipe était toujours restée ouverte à beaucoup de ses suggestions concernant son personnage.
Abigail Thorn écrit en 2022 une pièce de théâtre intitulée The Prince dans laquelle elle tient également le rôle principal. La pièce, mise en scène par Natasha Rickman, traite de personnage, dont la majorité sont joués par des acteurs transgenres, piégés au sein d'une pièce de Shakespeare, et plus précisément au sein de la première partie de Henri IV, elle est considérée par la critique Frey Kwa Hawking comme « admirablement ambitieuse » malgré une intrigue et une symbolique trop lourde, la pièce soulève également pour la critique d'intéressante réflexion sur la performance du genre, enfin Frey Kwa Hawking souligne l'importance de la présence de nombreux acteurs transgenres. La première représentation est donnée le 15 septembre 2022 au Southwark Playhouse (en). En avril 2023 une captation d'une performance est mise en ligne sur la plateforme Nebula intitulée The Prince: Special Edition. Le 30 janvier 2023, The Prince remporte le prix de la meilleure première pièce aux BroadwayWorld UK / West End Awards. Abigail Thorn y remporte également le prix de la meilleure interprétation pour un premier rôle et Mary Malone celui de meilleur second rôle. Thorn reçoit également le prix OneOff aux Off West End Theatre Awards ("Offies") (en) en tant que « pionnière des droits des personnes trans aussi bien au théâtre que sur internet » au Royaume-uni.
En 2023 elle interprète le personnage de Nocturne pour le jeu vidéo Baldur's Gate III,,,. La même année elle est annoncée à l'affiche de la série Star Wars prévue pour 2024 The Acolyte dans le rôle d'Ensign Eurus. Cette apparition fait d'elle la première actrice transgenre de la franchise,,.
Le 29 novembre 2023 elle annonce travailler à un projet de court métrage en partie produit par Nebula intitulé Dracula’s Ex-Girlfriend. Abigail Thorn en est l'actrice principale ainsi que la scénariste et Valentina Vee est nommée réalisatrice. L'intrigue est annoncée comme un diner entre deux ex-compagnes de Dracula évoquant leur relation toxique avec ce dernier. Selon la réalisatrice, le film évoque une version paranormale de My Dinner with Andre de Louis Malle.

#### Autres activités
Le 23 février 2021, November Kelly, Abigail Thorn ainsi que Devon, fondent le podcast critique et humoristique Kill James Bond!,. Le premier épisode cumule en décembre 2023 107 900 téléchargements sur PodBean, et l'ensemble des 149 épisodes en cumulent plus de 5 millions. Le projet débute à la suite d'un tweet de November Kelly demandant à sa communauté si quelqu'un était disponible pour parler de James Bond avec elle, Thorn trouve l'idée amusante et s'intéresse alors à la franchise. Pour Abigail Thorn, il s'agit d'interroger les films au regard de l'histoire britannique mais aussi de questionner la place que possède le personnage dans l'imaginaire collectif anglais comme une image masculine idéale. Initialement portée uniquement sur la série de films James Bond, le podcast aborde désormais de nombreux autres films. L'émission est décrite par Nic Crosara en 2022 comme étant l'une des émissions les plus importantes au Royaume-Uni.

### Vie personnelle
Thorn est originaire de Newcastle upon Tyne et a deux frères aînés. Elle a fréquenté la Royal Grammer School, où elle était membre d'un groupe de cadets de l'armée. Elle a étudié la philosophie et la théologie à l'Université de St. Andrews, où elle a également participé à la St Andrews Revue. Thorn a obtenu en Écosse un Master of Arts en philosophie en 2015. Elle s'est ensuite formée à la East 15 Acting School, obtenant un Master of Arts décernée par l'Université d'Essex en 2017 avant de déménager à Londres,.
En octobre 2019, Thorn a évoqué sa sexualité dans sa vidéo YouTube Queer✨, où elle effectue son coming-out bisexuel. Le 30 janvier 2021, Thorn fait un coming-out en tant que femme trans,,. Elle réalise également deux vidéos sur ce sujet : Coming Out As Trans - A Little Public Statement, et une version plus théatralisée Identity: A Trans Coming Out Story,,. Elle est considérée comme étant l'une des personnalités transgenres les plus célèbres du Royaume-Uni ; sa notoriété l'a découragé pendant plusieurs années de faire son coming-out,. Elle prend depuis la parole en faveur de la libération des personnes trans,. Elle milite pour l'égalité dans l'accès au soins des personnes transgenres, insistant sur l'écart important, qui existe au Royaume-Uni dans le délais de prise en charge pour le même traitement entre une personne cisgenre et transgenre. Elle déplore également la différence de traitement subie par les personnes transgenres qui doivent entreprendre des démarches administratives communes (comme un mariage), imposant aux personnes transgenres des délais rallongés et des coûts légaux importants.
En mars 2022, à l'occasion du tournage de Django, elle se définit comme une femme transgenre et lesbienne,.